# Octobre 1828

## Événements
- Les armées du tsar envahissent les principautés danubiennes et y mettent en place une administration militaire russe.
- Les troupes françaises participant à l'Expédition de Morée, venues soutenir la guerre d'indépendance grecque, investissent l'ensemble des places fortes du Péloponnèse.

- 31 octobre - 3 décembre : élection présidentielle des États-Unis d'Amérique 1828.
  - Le parti républicain se scinde en républicains nationaux (John Quincy Adams) et républicains démocrates (Andrew Jackson).

## Naissances
- 31 octobre : Joseph Wilson Swan (mort en 1914), chimiste britannique, inventeur de la lampe à incandescence dans une ampoule sous vide.

## Décès
- 26 octobre : Albrecht Daniel Thaer (né en 1752), médecin et agronome allemand.